# La torre proibita
La torre proibita (The Forbidden Tower) è un romanzo del 1977 di fantascienza e fantasy scritto da Marion Zimmer Bradley facente parte del ciclo di Darkover. Il romanzo fu finalista nel 1978 al Premio Hugo come miglior romanzo dell'anno.
È stato pubblicato per la prima volta in italiano nel 1980.
Questo romanzo, come il precedente – La spada incantata, appartenenti allo stesso mini-ciclo interno alla saga –, si svolge nell'epoca in cui i terrestri hanno da poco riscoperto il pianeta Darkover, da circa 40 o 50 anni.

## Trama
Damon Ridenow è un nobile Comyn e un tecnico delle matrici allontanato dalla Torre di Arilinn (la più potente fra le Torri di Darkover) perché troppo sensibile ai condizionamenti imposti al suo interno: leggi dure e addestramenti oltre l'umano, capaci di portare un uomo al collasso. Certo di poter cambiare il millenario ordine imposto dalle Torri, Damon sposa Ellemir Alton nella stessa cerimonia in cui Callista Alton sposa il terrestre Andrew Carr. 
Cercando di aiutare Callista a rimuovere i condizionamenti ricevuti con la difficile preparazione per diventare una Custode della Torre di Arilinn, Damon capisce che l'addestramento dei telepatici di Darkover deve essere cambiato ed esteso anche ai telepatici non nobili, altrimenti la civiltà delle Torri si avvierà verso la sua fine. Sia l'arrivo dei terrestri che la diminuzione delle nascite di persone dotate di talenti magico-telepatici, costringerà i Comyn a rivedere le rigide leggi istituite dopo le Epoche del Caos. 
Damon, Andrew, Ellemir e Callista fondano così una loro Torre e diventano i primi membri della Torre Proibita, e con l'intento di affermare le loro convinzioni daranno battaglia alla Torre di Arilinn. Questo epico scontro a colpi di laran (le doti magiche dei nobili darkovani) determinerà una svolta cruciale nella società dei Comyn.

## Premi
- Finalista al Premio Hugo per il miglior romanzo 1978.

## Edizioni
(parziale)
- Marion Zimmer Bradley, La torre proibita, traduzione di Roberta Rambelli, collana Teadue, TEA, 2003,  pp. 358, cap. 23, ISBN 88-502-0412-4.